# アルフォンシーナ (小惑星)
アルフォンシーナ (925 Alphonsina) は小惑星帯に位置する小惑星である。バルセロナのファブラ天文台でホセ・コマス・ソラによって発見された。
アルフォンソ天文表を編纂したカスティーリャ王アルフォンソ10世と、発見当時のスペイン王アルフォンソ13世にちなんで命名された。
2003年12月16日に日本で掩蔽が観測され、扁平な形状であることが判明した。